# Кларк, Рон
Ро́нальд (Рон) Уи́льям Кларк (англ. Ronald William «Ron» Clarke; 21 февраля 1937[…], Мельбурн — 17 июня 2015, Голд-Кост) — австралийский легкоатлет, бронзовый призёр Олимпийских игр 1964 года, писатель и мэр Голд-Коста в 2004—2012 годах.
В 1965 году Кларк установил 11 мировых рекордов. Всего у него 19 рекордов мира.

## Биография

### Молодость и семья
Кларк учился в средней школе в Эссендоне и Мельбурнской средней школе. Его старший брат Джек Э. Кларк и отец Том Кларк играли в австралийский футбол в Австралийской футбольной лиге за Эссендон.

### Подготовка
Как и у Пааво Нурми, а до него у Альфреда Шрабба, у Рона Кларка не было тренера. В юности он провёл несколько занятий с известным уже тогда Перси Черутти. Чуть больше продлилось его сотрудничество с Францем Стампфлом. Возобновив занятия бегом в 1961 году, Кларк некоторое время тренировался в группе бегунов. Он часто тренировался трижды в день, порой после соревнований добирал мили вокруг стадиона. Три раза в неделю он занимался гимнастикой и делал силовые упражнения. В его тренировке было мало скоростной работы, поэтому он обычно проигрывал финиш более быстрым бегунам. Уже зрелым спортсменом, осознав необходимость помощника, Кларк советовал начинающим готовиться с тренером. После неудачи в Токио Кларк уделил больше внимания скорости. После рекордного 1965 года он обновил свои личные рекорды на средних дистанциях. Последний мировой рекорд он установил в 1968 году на самой короткой для себя дистанции 2 мили.
Хотя Кларк готовился в Альпах, чтобы акклиматизироваться к большой высоте Мехико, этого оказалось недостаточно для борьбы с бегунами из некоторых африканских стран, которые всегда тренируются на большой высоте. (Заметное исключение — современник Кларка, чемпион на 5000 м и бронзовый призёр на 10 000 м Мохаммед Гаммуди из Туниса, который родился и жил невысоко над уровнем моря).

### Выступления на соревнованиях

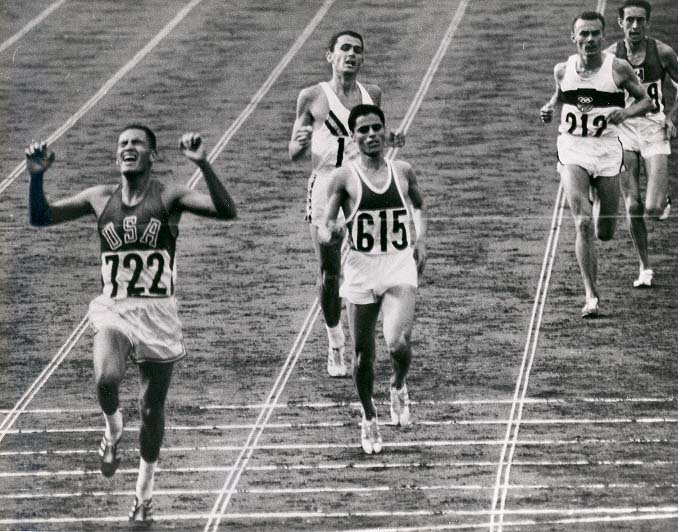
Рон Кларк финиширует третьим (после Билли Миллса и Мохаммеда Гаммуди) на 10 000 м на Олимпиаде-64 в Токио

Рон Кларк выиграл бронзовую медаль на 10 000 м в Токио, но так и не стал олимпийским чемпионом. В Мехико Кларк упал и чуть не умер от высотной болезни, проявившейся у него во время изнурительного финала на 10 000 метров. В этом забеге он страдал от сердечной недостаточности, и хотя финишировал шестым, ничего не помнил о последнем круге. Он достаточно оправился, чтобы стартовать в забеге на 5000 метров через несколько дней.

### Политическая карьера
Он был избран мэром Голд-Коста в 2004 году, победив действующего президента Гэри Бэйлдона. Кларк и его жена Хелен впервые приехали в Голд-Кост на отдых в 1957 году. Они приезжали почти каждый год, а в 1995 году, после 14 лет пребывания за границей, главным образом, в Европе, переехали навсегда.
Кларк подал в отставку с поста мэра Голд-Коста 27 февраля 2012 года.

### Семья
- Жена Хелен (с 1959).

## Результаты

### Соревнования
В 1964—1968 Кларк стартовал 254 раза. 10 000 метров (или 6 миль) он пробежал в 1961—1970 43 раза и выиграл тридцать забегов. Кларк сокрушал психологические барьеры. Свой первый мировой рекорд на 10 000 метров он превысил ещё 8 раз. Простоявший почти семь с половиной лет рекорд Владимира Куца за месяц 4 июня — 6 июля 1965 года был превзойдён 13 раз.
 предварительные забеги
| Год  | Соревнования     | Город    | Дистанция     | Дата       | Результат     | Место         | Видео / Фото / Кинограмма |
| ---- | ---------------- | -------- | ------------- | ---------- | ------------- | ------------- | ------------------------- |
| 1962 | Игры Содружества | Перт     | 3 мили        | 26 ноября  | 13.35,92      | II            | Видео                     |
| 1962 | Игры Содружества | Перт     | 6 миль        | 24 ноября  | DNF           | —             |                           |
| 1964 | Олимпийские игры | Токио    | 5000 м        | 16 октября | 13.48,4       | 1 Q (забег 4) |                           |
| 1964 | Олимпийские игры | Токио    | 5000 м        | 18 октября | 13.58,0       | 9             |                           |
| 1964 | Олимпийские игры | Токио    | 10 000 м      | 14 октября | 28.25,8       | III           |                           |
| 1964 | Олимпийские игры | Токио    | марафон       | 21 октября | 2:20.26,8 NR* | 9             |                           |
| 1966 | Игры Содружества | Кингстон | 1 миля        | 11 августа | DNS           | — (забег 2)   |                           |
| 1966 | Игры Содружества | Кингстон | 3 мили        | 8 августа  | 12.59,2       | II            |                           |
| 1966 | Игры Содружества | Кингстон | 6 миль        | 6 августа  | 27.39,42      | II            |                           |
| 1966 | Игры Содружества | Кингстон | марафон       | 11 августа | DNF           | —             |                           |
| 1968 | Олимпийские игры | Мехико   | 5000 м        | 15 октября | 14.20,78      | 2 Q (забег 2) |                           |
| 1968 | Олимпийские игры | Мехико   | 5000 м        | 17 октября | 14.12,4       | 5             |                           |
| 1968 | Олимпийские игры | Мехико   | 10 000 м      | 13 октября | 29.44,8       | 6             |                           |
| 1970 | Игры Содружества | Эдинбург | 5000 метров   | 23 июля    | 14.01,6       | 6 Q (забег 2) |                           |
| 1970 | Игры Содружества | Эдинбург | 5000 метров   | 25 июля    | 13.32,4       | 5             |                           |
| 1970 | Игры Содружества | Эдинбург | 10 000 метров | 18 июля    | 28.13,45      | II            |                           |

### Рекорды

#### Мировые
Первым в истории Кларк пробежал быстрее:
- 13 минут — 3 мили (12.52,4 10.7.1965)
- 27 минут — 6 миль (26.47,0 14.7.1965)
- 28 минут — 10 000 м (27.39,4 в том же забеге)

| Дистанция                  | Время              | Город     | Дата       | Видео / Фото / Кинограмма |
| -------------------------- | ------------------ | --------- | ---------- | ------------------------- |
| 2 мили                     | 8.19,8             | Вестерос  | 27.7.1967  |                           |
| 2 мили                     | 8.19,6             | Лондон    | 24.8.1968  |                           |
| 3 мили                     | 13.07,06           | Мельбурн  | 3.12.1964  |                           |
| 3 мили                     | 13.00,4            | Комптон   | 4.6.1965   |                           |
| 3 мили                     | 12.52,4            | Лондон    | 10.7.1965  |                           |
| 3 мили                     | 12.50,4            | Стокгольм | 5.7.1966   |                           |
| 5000 метров                | 13.34,8            | Хобарт    | 16.1.1965  |                           |
| 5000 метров                | 13.33,6            | Окленд    | 1.2.1965   |                           |
| 5000 метров                | 13.25,8            | Комптон   | 4.6.1965   |                           |
| 5000 метров                | 13.16,6            | Стокгольм | 5.7.1966   |                           |
| 6 миль                     | 27.17,6            | Мельбурн  | 18.12.1963 |                           |
| 6 миль                     | 26.47,0            | Осло      | 14.7.1965  |                           |
| 10 000 метров              | 28.15,6            | Мельбурн  | 18.12.1963 |                           |
| 10 000 метров              | 28.14,0            | Турку     | 16.6.1965  |                           |
| 10 000 метров              | 27.39,4 (27.39,89) | Осло      | 14.7.1965  |                           |
| 10 миль                    | 47.12,8            | Мельбурн  | 3.3.1965   |                           |
| 20 000 метров              | 59.22,8            | Джелонг   | 27.10.1965 |                           |
| Часовой бег                | 20 232 м           | Джелонг   | 27.10.1965 |                           |
| Не утверждались официально |                    |           |            |                           |
| 4 мили                     | 18.10,0            | Мельбурн  | 18.12.1963 |                           |
| 4 мили                     | 17.51,0            | Мельбурн  | 20.12.1966 |                           |
| 5 миль                     | 22.24,0            | Мельбурн  | 20.12.1966 |                           |
| 7 миль                     | 32.28,0            | Мельбурн  | 3.3.1965   |                           |
| 8 миль                     | 37.39,0            | Мельбурн  | 3.3.1965   |                           |
| 9 миль                     | 42.34,0            | Мельбурн  | 3.3.1965   |                           |
| 15 000 метров              | 44.13,0            | Джелонг   | 27.10.1965 |                           |

##### Юниорские
- 1 миля 4.07,5 (1956)

#### Австралии
Кларк установил 35 рекордов Австралии. Одним из первых был рекорд на 440 ярдов — после неудачи с австралийским футболом Кларк занялся спринтом.